# Perasia moxa
Perasia moxa är en fjärilsart som beskrevs av William Schaus 1894. Perasia moxa ingår i släktet Perasia och familjen nattflyn. Inga underarter finns listade i Catalogue of Life.